# بارلن
بارلن یک مولکول دوحلقه‌ای آلی با فرمول شیمیایی C8H8 و نام سیستماتیک بی‌سیکلو[۲،۲،۲]اکتا-۲،۵،۵-تری‌ان است. این مولکول برای اولین بار توسط هاوارد زیمرمن در سال ۱۹۶۰ سنتز و توصیف شد. نام این مولکول از شباهت آن به بشکه می‌آید جایی که سه واحد مولکول اتیلن در نقش نوارها و زه‌های نگهدارند آن به دو گروه گروه متین متصل شده‌اند. این ترکیب محصول معروف واکنش واکنش دیلز–آلدر میان یک مولکول بنزن و استیلن است. به دلیل هندسه مولکولی غیرمعمول این مولکول، همواره مورد توجه شیمیدانان نظری بوده است. 
روش سنتزی ارائه شده توسط زیمرمن در سال ۱۹۶۹  با استفاده از کومالیک اسید اصلاح شد که طرح کلی آن به صورت زیر است: 

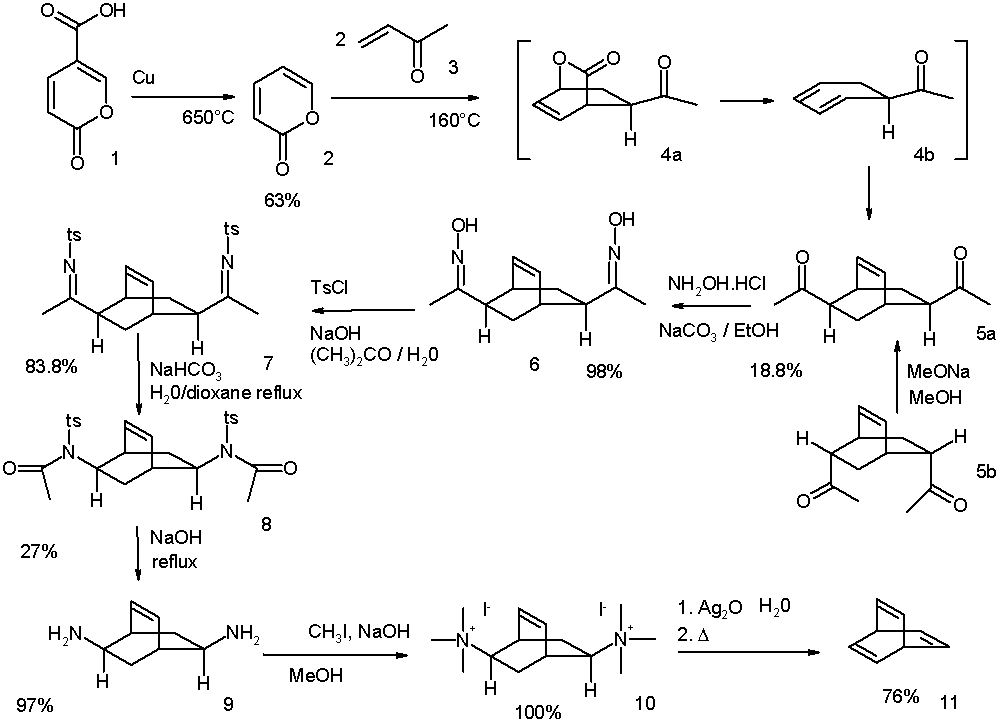
روش سنتزی زیمرمن برای تولید بارلن در سال ۱۹۶۹